# Brice Lechevalier
Brice Lechevalier (* 19. März 1966 in Rouen) ist Journalist und Unternehmer in der Schweiz. Er ist Geschäftsführer des WorldTempus-Magazins sowie Geschäftsführer und Chefredakteur der Magazine Great Magazine of Timepieces und Skippers.

## Der Unternehmer
Pierre Jacques und Brice Lechevalier gründeten das Schweizer Uhrenmagazin GMT und präsentieren die erste Ausgabe an der Baselworld im März 2000.
2001 gründete er das Segelmagazin Skippers Segeln & Ozean, das erste nationale Nautikmagazin, das sich ausschließlich dem Segeln widmet.
Im Jahr 2014 beauftragte ihn Edipresse mit der Verwaltung der WorldTempus.com-Nachrichtenseite.